# Codex Coridethianus
- Papyrus
- Onciale
- Minuscules
- Lectionnaire

Le Codex Coridethianus, ou Codex Koridethi, portant le numéro de référence Θ ou 038 (Gregory-Aland), ε 050 (von Soden), est un manuscrit de vélin en écriture grecque onciale.

## Description
Le codex se compose de 249 folios. Il est écrit sur deux colonnes, avec 25 lignes par colonne. Les dimensions du manuscrit sont 29 × 24 cm,. 
Il contient les évangiles avec des lacunes (Matthieu 1,1–9, 1,21–4:4, et 4,17–5:4). 
Texte
Ce codex est de type césaréen pour l'Évangile selon Marc, et type byzantin pour les autres évangiles. Kurt Aland le classe en Catégorie II. 
Le manuscrit ne contient pas de Pericope Adulterae (Jean 7,53-8,11).
Histoire
Les paléographes sont unanimes pour dater ce manuscrit du IXe siècle. 
Il est conservé au Rukop. Institute (Gr. 28) à Tiflis,.